# Тополяни (река)
Тополяни (на гръцки: Τοπολιανή) е река в Източен Олимп и Катеринско, Гърция.

## Път
Реката извира в Източен Олимп източно под връх Голяс и югоизточно под връх Пагос (2682 m) под името Скандаляра. Тече в североизточна посока. Излиза в равнината в местността Трис Йерархес и вече носи името Тополяни. Минава северно от едноименното бивше село Тополяни и се влива в Бяло море в селището Плака.